# Kayokwe
Kayokwe  est l'une des six communes de la province de Mwaro au Burundi.